# Drepanulatrix usta
Drepanulatrix usta är en fjärilsart som beskrevs av Frederick H. Rindge 1949. Drepanulatrix usta ingår i släktet Drepanulatrix och familjen mätare. Inga underarter finns listade i Catalogue of Life.